# Markivka, Colomeea
Markivka (în ucraineană Марківка) este o comună în raionul Colomeea, regiunea Ivano-Frankivsk, Ucraina, formată numai din satul de reședință.

## Demografie
Componența lingvistică a comunei Markivka
     Ucraineană (99,82%)
     Alte limbi (0,18%)
Conform recensământului din 2001, majoritatea populației comunei Markivka era vorbitoare de ucraineană (99,82%), existând în minoritate și vorbitori de alte limbi.